# به‌خاطر تو مرتکب گناه شده‌ام
به‌خاطر تو مرتکب گناه شده‌ام (انگلیسی: For You I Have Sinned) یک فیلم ملودرام ایتالیایی است که در سال ۱۹۵۳ منتشر شد.

## گزیدهٔ بازیگران
- میلی ویتاله
- آلدو سیلوانی
- ماریا لائورا روکا
- اسکار آندریانی
- بیانکا دوریا
- جینو سینیمبرگی
- لیلیانا بونفاتی
- فرانک لاتیمور